# جايسون بيل (لاعب دوري الرغبي)
جايسون بيل (بالإنجليزية: Jason Bell)‏ هو لاعب دوري الرغبي نيوزيلندي، ولد في 2 أغسطس 1971.